# Am Kupfergraben
Am Kupfergraben är en cirka 500 meter lång gata i stadsdelen Mitte i Berlin, belägen i den gamla stadsdelen Dorotheenstadt vid kanalen Kupfergraben som givit gatan dess namn.

## Sträckning
Am Kupfergraben löper norrut från korsningen med Hinter dem Giesshaus vid Eiserne Brücke längs västra kajkanten av Kupfergraben, en del av Spreekanalen, och vidare nedströms längs Spree fram till korsningen med Geschwister-Scholl-Strasse vid Ebertsbrücke. Över Monbijoubrücke och Eiserne Brücke har gatan förbindelse med Museumsinsel.

## Historia

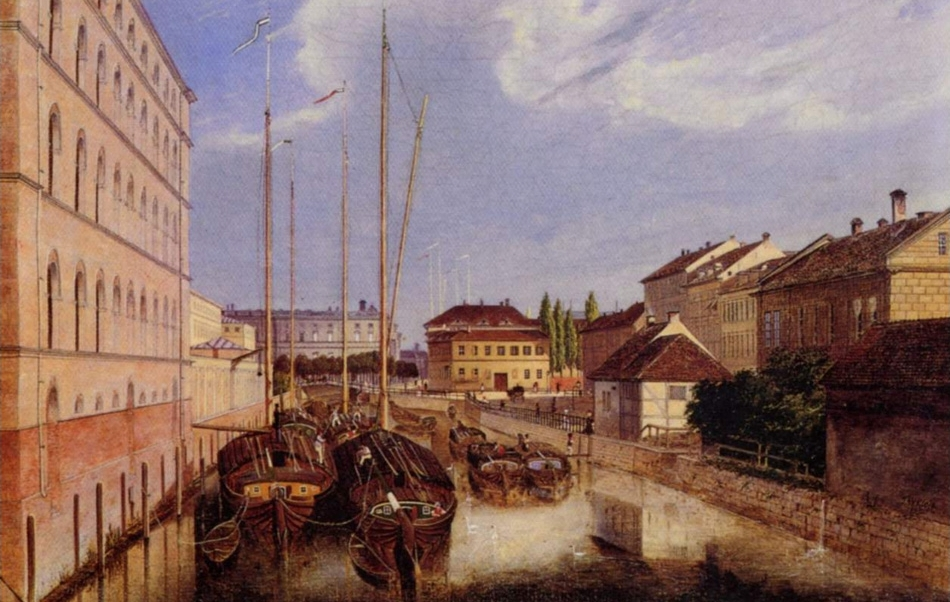
Vy söderut längs Kupfergraben, 1835. Målning av F. W. Klose.

Den första bebyggelsen av kvarteren vid gatan skedde redan omkring 1580 vilket framgår av samtida avbildningar. Gatan och kanalen kallades tidigare även Ludwigsgraben efter en av de tidiga ägarna, geheimerådet Ludwig. Huvuddelen av den nuvarande bebyggelsen vid den södra änden av gatan uppfördes under 1700-talet efter att denna gren av Spree kanaliserats som Spreekanalen, däribland även de 1773 uppförda artillerikasernerna på nummer 1–3. 
Den 24 december 1915 invigdes spårvägslinjen på gatan. Här låg ursprungligen ändhållplatsen för flera linjer på Berlin-Charlottenburgs spårvägar och deras efterföljare. 1960 byggdes sträckan ut över Georgenstrasse för att bygga ut hållplatsen till en vändslinga. Idag trafikeras gatan av spårvägslinjerna M1 och 12.

## Byggnader
- Ingångarna till Bode-Museum och Pergamonmuseet på Museumsinsel nås via broar över Kupfergraben.
- Kasernerna på nummer 1–3 användes under DDR-tiden av militären under namnet Friedrich-Engels-Kaserne. Här inkvarterades NVA-vaktregementet Friedrich Engels. I slutet av 1990-talet övertogs lokalerna som annex till Deutsches Historisches Museum och inrymmer sedan dess kontorsutrymmen, lagerlokaler och verkstäder. På innergården uppfördes 2009 annexbyggnaden Museumshöfe.
- Am Kupfergraben 4a: Georg Wilhelm Friedrich Hegel var från 1819 till 1831 bosatt i huset Am Kupfergraben 4a, som senare förstördes i andra världskriget. På grannhuset nummer 5 sitter idag en minnesplakett över Hegel, och huset nummer 5 anges därför ofta felaktigt som Hegels tidigare bostad. Åren 1825–1826 bodde även matematikern Niels Henrik Abel i huset 4a under en intensiv forskningsperiod. Till minne av Abel finns en minnestavla på det moderna huset på platsen sedan 2014.
- Am Kupfergraben 5: Här fanns fram till 1945 ett gästboende för Berlins universitets Institut für Ausländer. Under efterkrigstiden i DDR flyttade Humboldtuniversitetets institution för musikvetenskap in här. Efter en omfattande renovering är byggnaden sedan 2003 åter lokaler för det musikvetenskapliga seminariet.

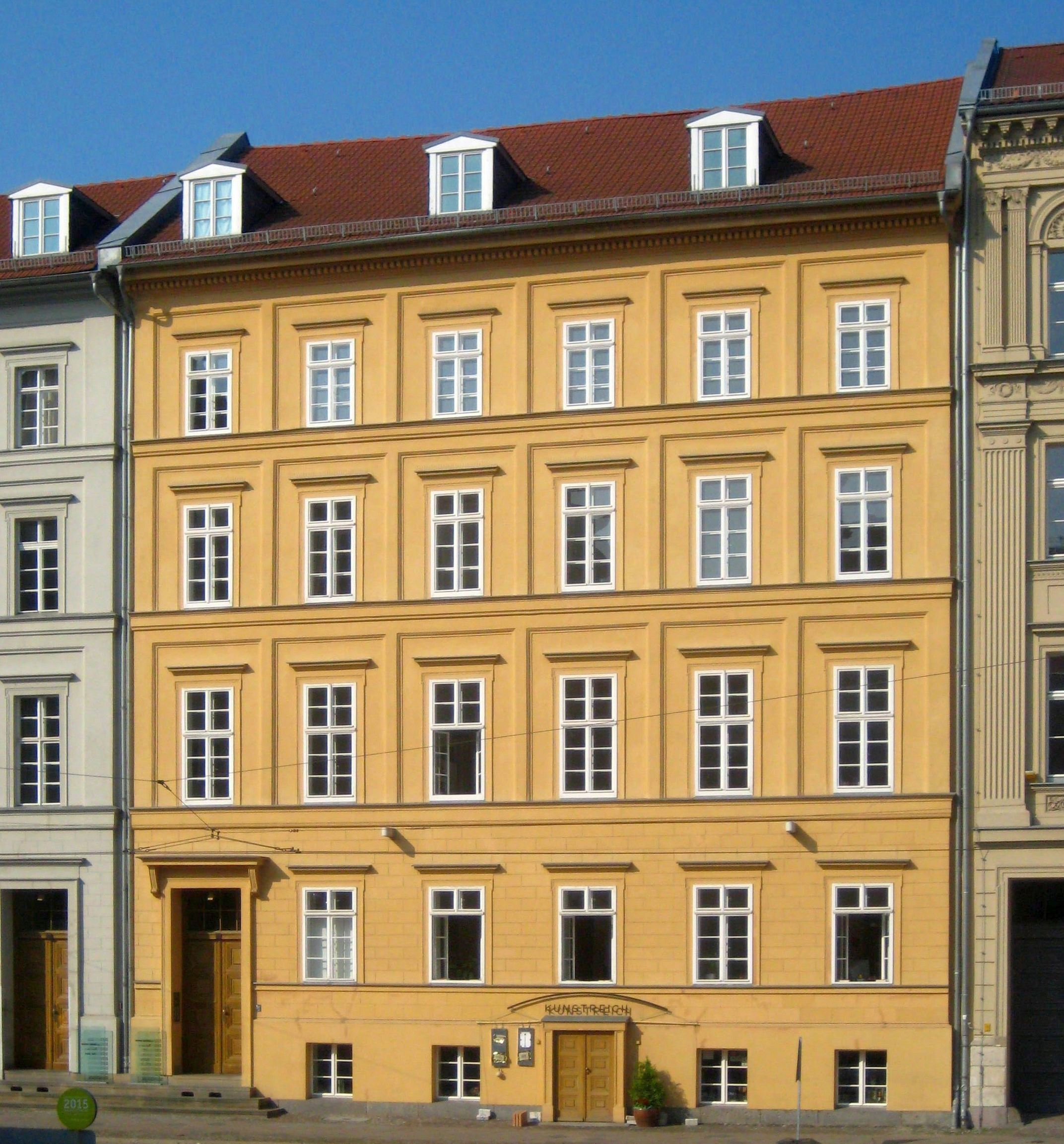
Am Kupfergraben 6, Angela Merkels bostad.

- Am Kupfergraben 6: Huset är en minnesmärkt fyravåningsbyggnad med bostäder och kontorsrum för flera kända personer. Nummer 6 är bostad för den tidigare förbundskanslern Angela Merkel och hennes make, kemiprofessorn Joachim Sauer. Fram till sin död 2013 bodde även SPD-politikern Ottmar Schreiner här. Lothar de Maizière hade också sin juristbyrå här.

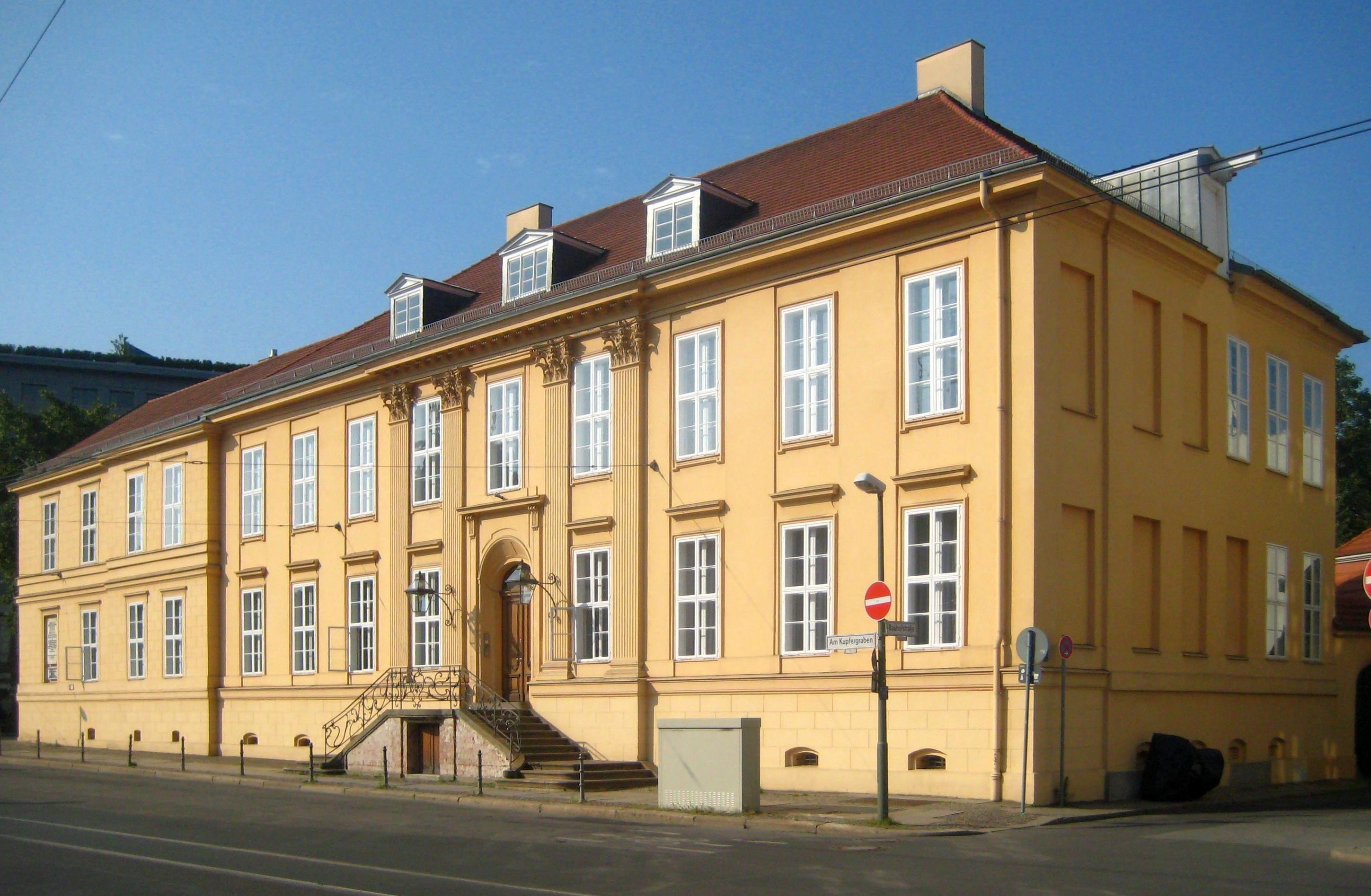
Magnus-Haus, Am Kupfergraben 7.

- Am Kupfergraben 7: Magnus-Haus. Här grundades Tysklands första fysikaliska sällskap 1842 och huset är idag Deutsche Physikalische Gesellschafts säte i Berlin. Under 1800-talet var huset bostad för bland andra museichefen Carl von Brühl och fysikern och kemisten Gustav Magnus. I huset hade den f.d. förbundspresidenten Richard von Weizsäcker sitt kontor efter ämbetstiden. Sedan 1999 har lobbyföreningen Atlantik-Brücke sina lokaler här. Föreningen samlar ledande profiler inom politik, försvar, vetenskap, medier och kultur, som nätverkar och knyter kontakter genom föreningen. År 2015 ansökte fastighetsägaren Siemens AG om att få bygga ut Magnus-Haus mot den kulturminnesmärkta palatsträdgården men fick trots ett preliminärt positivt bygglovsbesked slutligen avslag 2018.
- Am Kupfergraben 10: Haus Bastian. Här uppförde Heiner Bastian från 2003 till 2007 en modern byggnad ritad av David Chipperfield och drev ett konstgalleri i byggnaden. Huset donerades av familjen Bastian till Stiftung Preussischer Kulturbesitz 2016 tillsammans med de befintliga samlingarna.